# Villar de la Encina
Villar de la Encina – gmina w Hiszpanii, w prowincji Cuenca, w Kastylii-La Mancha, o powierzchni 49,19 km². W 2011 roku gmina liczyła 173 mieszkańców.